# Astrostole platei
Astrostole platei är en sjöstjärneart som först beskrevs av Meissner 1896.  Astrostole platei ingår i släktet Astrostole och familjen trollsjöstjärnor. Inga underarter finns listade i Catalogue of Life.